# Enterprise (Alabama)
 Denne artikel omhandler byen Enterprise i den amerikanske delstat Alabama. For andre betydninger af opslagsordet, se Enterprise.
Enterprise er en by i den sydøstlige del af staten Alabama i USA. Byen ligger i Coffee County og Dale County. Byen har 28.711 (2020) indbyggere.